# Emi Takei
Pour les articles homonymes, voir Takei.
Emi Takei (武井咲, Takei Emi), née à Nagoya le 25 décembre 1993, est une actrice, mannequin et chanteuse japonaise.

## Filmographie sélective

### Au cinéma
- 2008 : Sakura no sono : Maki Mizuta
- 2012 : Ai to Makoto : Ai Saotome childhood
- 2012 : Kenshin le vagabond (Rurôni Kenshin: Meiji kenkaku roman tan) : Kaoru Kamiya
- 2012 : Kyô, koi o hajimemasu : Tsubaki hibino
- 2014 : Rurouni Kenshin: Kyoto Inferno (Rurôni Kenshin: Kyôto taika-hen) : Kaoru Kamiya
- 2014 : Rurôni Kenshin: Densetsu no saigo-hen : Kaoru Kamiya
- 2014 : Clover : Saya Suzuki
- 2016 : Terra Formars
- 2021 : Kenshin : L'Achèvement (るろうに剣心 最終章 The Final, Rurōni Kenshin saishū shō: The Final?) de Keishi Ōtomo : Kaoru Kamiya

### À la télévision
- Flat Out Tokyo Girl (NTV, 2012)
- Breathless Summer (Fuji TV, 2012)
- W no Higeki (TV Asahi, 2012)
- Taira no Kiyomori (NHK, 2012)
- Kisekitaiken! Unbelievable (avril 2010-février 2011)